# كريستينا كيم (لاعبة تايكوندو)
كريستينا كيم (بالروسية: Ким, Кристина Александровна)‏ هي لاعبة تايكوندو روسية، ولدت في 4 سبتمبر 1987 في كيزيلوردا في كازاخستان.

## وصلات خارجية
- كريستينا كيم على موقع TaekwondoData.com (الإنجليزية)
- كريستينا كيم على موقع أوليمبيديا (الإنجليزية)